# Isradipina
L'isradipina è un farmaco bloccante dei canali del calcio diidropiridinico utilizzato per il trattamento dell'ipertensione.
La molecola si lega ai canali del calcio con una alta affinità e specificità, bloccando il flusso di calcio nelle cellule muscolari lisce cardiache e arteriose, riducendo la pressione sanguigna e aiutando a trattare l'ipertensione essenziale da lieve a moderata. L'isradipina è strutturalmente correlata alla felodipina, alla nifedipina e alla nimodipina ed è l'agente bloccante del calcio DHP più potente. Esibisce una maggiore selettività verso le cellule muscolari lisce arteriose a causa dello splicing alternativo della subunità α-1 del canale e dell'aumentata prevalenza di canali inattivi nelle cellule muscolari lisce.

## Farmacologia

### Indicazione d'uso
L'isradipina può essere utilizzata per trattare l'ipertensione essenziale da lieve a moderata. Può essere impiegata singolarmente o in combinazione con diuretici tiazidici.

### Farmacodinamica
Il farmaco agisce riducendo la contrattilità del muscolo liscio delle arterie e la conseguente vasocostrizione, attraverso l'inibizione dell'ingresso di ioni di calcio tramite i canali del calcio di tipo L. All'interno della cellula, gli ioni di calcio che attraversano tali canali si legano alla calmodulina. La calmodulina legata al calcio attiva la miosina chinasi leggera (MLCK), che catalizza la fosforilazione della catena leggera regolatoria della miosina, un passaggio fondamentale per la contrazione muscolare. L'amplificazione del segnale avviene grazie al rilascio di calcio indotto dal calcio dal reticolo sarcoplasmatico tramite i recettori di rianodina. L'inibizione dell'ingresso iniziale di calcio riduce l'attività contrattile delle cellule muscolari lisce arteriose, provocando la vasodilatazione. Gli effetti vasodilatatori di isradipine si traducono in una riduzione generale della pressione sanguigna.

### Meccanismo d'azione
La molecola appartiene alla classe dei bloccanti dei canali del calcio (CCB) diidropiridinici, la classe più ampiamente utilizzata di CCB. Nell'uomo, esistono almeno cinque diversi tipi di canali del calcio: L-, N-, P/Q-, R- e T-tipo. I CCB agiscono sui canali del calcio di tipo L, i principali canali presenti nelle cellule muscolari che mediano la contrazione. Come gli altri CCB diidropiridinici, isradipine si lega direttamente ai canali del calcio inattivi, stabilizzando la loro conformazione inattiva. Poiché le depolarizzazioni del muscolo liscio arterioso durano più a lungo rispetto alle depolarizzazioni del muscolo cardiaco, i canali inattivi sono più comuni nelle cellule muscolari lisce. Lo splicing alternativo della subunità alfa-1 del canale conferisce ad isradipine un'ulteriore selettività arteriosa. A concentrazioni terapeutiche sub-tossiche, isradipine ha scarso effetto sulle miocellule cardiache e sulle cellule di conduzione.

### Assorbimento
L'isradipina viene assorbita dal 90% al 95% ed è soggetta a un ampio metabolismo di primo passaggio, il che si traduce in una biodisponibilità compresa tra il 15% e il 24%.

#### Volume di distribuzione
I dati riguardanti il volume di distribuzione del farmaco sono attualmente non disponibili.

#### Legame proteico
L'isradipina dimostra un legame con le proteine plasmatiche al 95%.

### Metabolismo
L'isradipina viene metabolizzata principalmente nel fegato. Viene completamente metabolizzata prima dell'escrezione e non si rilevano tracce del farmaco non modificato nelle urine.

#### Via di eliminazione
Circa il 60% - 65% della dose somministrata viene eliminata attraverso l'urina e il 25% - 30% attraverso le feci.

#### Emivita
Il farmaco possiede una emivita di 8 ore.

#### Clearance
I dati riguardanti la clearance del farmaco sono attualmente non disponibili.

### Tossicità
I sintomi di sovradosaggio includono letargia, tachicardia sinusale e ipotensione transitoria. È stata osservata una significativa letalità nei topi somministrati dosi orali superiori a 200 mg/kg e nei conigli somministrati circa 50 mg/kg di isradipina. I ratti hanno tollerato dosi superiori a 2000 mg/kg senza effetti sulla sopravvivenza.

### Stereochimica
Isradipina contiene uno stereocentro e consiste di due enantiomeri, più precisamente atropisomeri. Si utilizza come racemo, cioè una miscela in rapporto 1:1 delle forme ( R ) e ( S ):
| Enantiomeri di isradipina | Enantiomeri di isradipina |
| ------------------------- | ------------------------- |
| CAS-Nummer: 84260-63-9    | CAS-Nummer: 84260-64-0    |